# リコーのカメラ製品一覧
リコーのカメラ製品一覧はリコーとその前身理研光学が発売したカメラの一覧である。

## 120フィルム使用カメラ

### オリンピックシリーズ
- セミオリンピック（1937年発売） - 6×4.5cm判。レンズは3群3枚のウーカスアナスチグマット75mmF4.5。フォーカシングは目測、前玉回転式。シャッターはT、B、1/25、1/50、1/100、1/150。
- ニューオリンピックII型（1937年発売） - 6×4.5cm判。レンズは3群3枚のウーカスアナスチグマット75mmF4.5。フォーカシングは目測、前玉回転式。シャッターはT、B、1/25、1/50、1/100、1/150。

### アドラーシリーズ
他社製造OEMによるスプリングカメラ。
- アドラーA型（1938年発売） - 6×4.5cm判。レンズは3群3枚のアドラー75mmF4.5。フォーカシングは目測、前玉回転式。シャッターはT、B、1/5、1/10、1/25、1/50、1/100、1/200。
- アドラーB型（1938年発売） - 6×4.5cm判。レンズは3群3枚のウーカス75mmF3.5。フォーカシングは目測、前玉回転式。シャッターはT、B、1/25、1/50、1/100のエバーセット式。
- アドラーIII型（1938年発売） - 6×4.5cm判。レンズは3群3枚のアドラーアナスチグマット75mmF4.5。フォーカシングは目測、前玉回転式。シャッターはT、B、1/5、1/10、1/25、1/50、1/100、1/150。
- アドラーCII型（1938年発売） - 6×4.5cm判。レンズは3群3枚のアドラーアナスチグマット75mmF3.5。フォーカシングは目測、前玉回転式。シャッターはT、B、1/5、1/10、1/25、1/50、1/100、1/200。ボディーレリーズ。

### ガイカシリーズ
語源は「凱歌」。
- ガイカ（1940年発売） - 6×4.5cm判。レンズは3群3枚のガイカアナスチグマット75mmF4.5。フォーカシングは目測、前玉回転式。シャッターはT、B、1/25、1/50、1/100、1/175秒。セミネッターのコピー。
- ガイカII型 - 6×4.5cm判。シャッターをプロンターIIに変更。

### リコーフレックスシリーズ
6×6cm判二眼レフカメラ。
- リコーフレックスA - 森製作所が製造していたロールコンターのOEM。銘板には単に「Ricohflex」とあるだけであり、機種名を「リコーフレックスオリジナル」等とする資料もある。発売時期は「1939年頃」「1941年」など諸説あり。
- リコーフレックスB（1942年発売） - 銘板には「MOD.B」とある。3群3枚ウーカス75mmF4.5、後に3群3枚コーア75mmF4.5。
- リコーフレックスIII（1950年発売） - 藤本栄設計。コダックフレックスに倣ったギアによる前玉回転式焦点調節、プレスボディー、中枠を外すフィルム装填と長く引き継がれたリコーフレックスの特徴を数多く備えている。まともなカメラが2万円以上していた時代に、ベルトコンベアーを導入するなど生産を合理化して本格的な仕様を備えながら定価6800円と安価だったことから爆発的に売れ、一時は定価より高価な11000円ほどで販売され、日本全体のカメラ生産量の50％以上をリコーフレックスが占めるほどのベストセラーとなり、二眼レフブームを巻き起こした。レンズは3群3枚リコーアナスチグマット80mmF3.5。当初銘がアーチ状に表記されていたが途中から普通の直線になっている。
- リコーフレックスIIIB（1951年発売） - 折畳み式ルーペを装備した。
- リコーフレックスIV（1952年発売）
- リコーフレックスVI（1953年発売） - 裏蓋ロックが装備された。
- リコーフレックスVII（1954年発売） - ファインダーフードにアイレベルのコンツールファインダーを組み込んだ。135フィルムアダプター「リコーキン」使用可能。後に高級シャッターセイコーシャラピッドを装備したモデルが併行販売された。
- リコーフレックスVIIs（1955年発売）
- リコーフレックスダイヤ（1955年発売） - 伝統のプレスボディーでなくダイキャストボディーを採用。ヘリコイド式ピント調節。
- リコーフレックスVIIM（1956年発売）
- スーパーリコーフレックス（1956年発売） - 輸出向きで国内販売なし。プレスボディー。
- リコーフレックスホリディ（1956年発売） - 機能はほぼリコーフレックスVIIと同じで価格を大幅に下げた。ホットシュー装備は世界初。
- リコーフレックスダイヤM（1956年発売）
- リコーフレックスニューダイヤ（1956年発売）
- リコーフレックスミリオン（1957年発売）
- リコーフレックスダイヤL（1957年発売） - セレン式露出計内蔵。ライトバリュー式。
- リコーフレックスニューミリオン（1958年発売） - 120フィルムによる6×6cm判、6×4.5cm判、5×2.5cm判（リコラマ判）、127フィルムで4×4cm判（ヨンヨン判）と4×3cm判（ベスト半裁判）、135フィルムで24×36mm判（ライカ判）での撮影が可能、
- リコーフレックスダイヤコードG（1958年発売） - 3群4枚リケノン80mmF3.5。
- リコマチック225（1959年3月発売） - 国内販売された最後のリコーフレックスとなった。
- リコーオート66（1959年発売） - 国内販売はされず輸出用のみ。

### その他
- リコーシックス（1953年発売） - 6×6cm判スプリングカメラ。レンズは3群3枚オリナー80mmF3.5。

## 127フィルム使用カメラ

### オリンピックシリーズ
- オリンピックA型（1934年発売） - 3×4cm（ベスト半裁）判。枠ファインダー。レンズは2群3枚のジャパー50mmF8。フォーカシングは目測、ヘリコイドによる。ボディーはベークライト製。裏蓋は着脱式。
- オリンピックB型（1934年発売） - 3×4cm（ベスト半裁）判。逆ガリレオ式ファインダー。レンズは2群3枚のオリナースペシャル50mmF6.3。フォーカシングは目測、ヘリコイドによる。シャッターはB、1/25、1/50。裏蓋は着脱式。
- オリンピックカメラジュニア（1936年発売） - 3×4cm（ベスト半裁）判。逆ガリレオ式ファインダー。レンズは3群3枚のオリナー50mmF8。フォーカシングは目測、ヘリコイドによる。シャッターはB、1/25。裏蓋は着脱式。
- オリンピックC型（1936年発売） - 3×4cm（ベスト半裁）判。レンズは3群3枚のウーカスアナスチグマット50mmF4.5。フォーカシングは目測、前玉回転式。シャッターはT、B、1/25、1/50、1/100、1/150。裏蓋は蝶番式。
- オリンピックフォア（1938年発売） - 4×4cm判。レンズは3群3枚のウーカスアナスチグマット50mmF4.5、後にハイルアナスチグマット50mmF4.5。フォーカシングは目測、前玉回転式。シャッターはT、B、1/25、1/50、1/100、1/150。裏紙に4×4cm判の数字はなかったので3個の赤窓を見ながら巻き取る。
- ベストオリンピック（1938年発売） - 4×6.5cm（ベスト）判。レンズは3群3枚のウーカスアナスチグマット75mmF4.5。フォーカシングは目測、前玉回転式。シャッターはT、B、1/25、1/50、1/100、1/150。裏蓋は蝶番式。半裁マスクを使用すると3×4cm（ベスト半裁）判でも撮影が可能。リコーの公式ウェブサイトに120フィルムを使用する旨記載があるのは間違い。
- レチックス（1940年発売） - 4×4cm判。レンズは3群3枚のウーカスアナスチグマット50mmF4.5、後にヘリオスアナスチグマット50mmF4.5。フォーカシングは目測、前玉回転式。シャッターはT、B、1/25、1/50、1/100、1/150秒。オリンピックシリーズのベークライトボディーを板金ボディーとした。

### アドラーシリーズ
他社製造OEMによるスプリングカメラ。
- アドラーIV型（1938年発売） - 4×4cm判。レンズは3群3枚のアドラーアナスチグマット50mmF4.5。フォーカシングは目測、前玉回転式。シャッターはT、B、1/5、1/10、1/25、1/50、1/100、1/250。

### ゴコク/リコールシリーズ
ベスト半裁判でライカのようなシステムカメラを目指したが、戦争激化により果たさなかった。ゴム引き布幕フォーカルプレーンシャッターで、Z、1/20、1/30、1/40、1/50、1/100、1/200、1/500秒。ゴコクの語源は「五穀豊穣」「護国」。
- ゴコクI型（1939年発売） - 4×3cm（ベスト半裁）判。スクリューマウントによりレンズの脱着ができた。セルフコッキング、二重露出防止機構。複雑だったため生産には困難が伴った。レンズは3群3枚のゴコク。
- ゴコクレンズ固定型 - 4×3cm（ベスト半裁）判。ゴコクI型が生産困難だったためレンズ固定に変更されたモデル。レンズは3群3枚のゴコク。
- リコールIIB - 再びスクリューマウントによりレンズの脱着ができるようになった。レンズは3群4枚のノイタール。

### ロイコシリーズ
ゴコク/リコールのボディーを流用しレンズシャッターとしたもの。
- ロイコ前期型（1940年発売） - 4×4cm判。
- ロイコ後期型（1943年発売） - 4×4cm判。

### その他
- セイカ（1939年発売） - 4×4cm判。レンズは3群3枚のセイカ60mmF4.5。フォーカシングは目測、前玉回転式。シャッターはT、B、1/25、1/50、1/100、1/250。
- チューコンレフ（1940年発売） - 4×3cm（ベスト半裁）判の二眼レフカメラ。チューコンアナスチグマット50mmF6.3。ピントは固定。チューコンは「忠魂」。

## 135フィルム使用カメラ

### オリンピックシリーズ
- スーパーオリンピックD型（1936年発売） - 24×36mm（ライカ）判。レンズは3群3枚のウーカスアナスチグマット50mmF4.5。フォーカシングは目測、前玉回転式。シャッターはT、B、1/25、1/50、1/100、1/150秒。専用ダブルマガジン式。
- スーパーオリンピックDIII型（1937年発売） - 24×36mm（ライカ）判。レンズは3群3枚のウーカスアナスチグマット50mmF4.5。フォーカシングは目測、前玉回転式。シャッターはT、B、1/25、1/50、1/100、1/150秒。

### リコレットシリーズ
- リコレット（1953年10月発売）
- リコレットII（1955年2月発売）
- リコレットS（1955年12月発売） - リコレットIIから距離計を省略したバージョン。

### リケン35/リコー35シリーズ
- リケン35 / リコー35（1954年10月発売） - 1955年12月リコー35に改名した。
- セイコー付きリケン35 / セイコー付きリコー35 - リケン35／リコー35に1/500搭載のセイコーシャ・ラピッドを搭載したモデル。リコー35は45mmf2.8レンズ搭載。
- リコー35デラックス
- リコー35S（1957年2月発売） - ライトバリュー。
- リコー35デラックスL（1957年3月発売） - ライトバリュー。
- リコーオート35V（1961年12月発売）
- リコー35L（1962年発売）
- リコー35ZF
- リコー35EFL

### リコーオートショット/ハイカラーシリーズ
リコーオートハーフをフルサイズ化した。
- リコーオートショット（1964年4月発売）
- リコーハイカラー35（1968年9月発売）
- リコーハイカラー35S（1970年10月発売）
- リコーハイカラーBT（1971年2月発売）

### リコーエルニカシリーズ
電子シャッターと大口径レンズを装備した。
- リコーエルニカ35（1972年発売） - 装着レンズは4群6枚カラーリケノン40mmF1.8。
- リコーエルニカF（1974年発売）
- リコーエルニカ35M（1974年発売）

### リコー500シリーズ/ジェット
部品をリコー35シリーズから流用しつつ小型軽量低価格を優先したシリーズ。
- リコー519デラックス（1958年月発売） - 装着レンズは#00番シャッターの寸法ぎりぎりに設計された富岡光学製4群6枚リケノン45mmF1.9。
- リコー500（1958年2月発売） - リコー519デラックスの装着レンズをリコマット45mmF2.8に変更した。
- リコー500デラックス（1958年2月発売） - リコー519デラックスの装着レンズをリケノン45mmF2.4に変更した。
- リコージェットF2.8つき（1959年12月発売）/リコージェットF1.9つき（1960年2月発売） - リコー519デラックスに採光式ブライトフレームファインダー搭載。
- リコー500G（1972年2月発売） - 装着レンズは3群4枚リケノン40mmF2.8。
- リコー500GS（1973年3月発売） - 装着レンズは3群4枚リケノン40mmF2.8。
- リコー500GX

### リコー300シリーズ
部品をリコー35シリーズから流用しつつ小型軽量低価格を優先したシリーズ。
- リコー300

### リコーシングレックスシリーズ
ニコンFマウントの初代リコーシングレックスを除きM42マウントのフォーカルプレーンシャッター一眼レフカメラ。

#### シングレックスシリーズボディー
- リコーシングレックス（1962年11月発売） - ニコレックスFとほぼ同一。マウントもニコンFマウントである。
- リコーシングレックスTLS（1964年1月発売） - マウントがM42に変更された。
- リコーフレックスTLS401（1970年10月発売） - アイレベルファインダーにはペンタプリズムでなく中空五角ミラーを搭載している。アイレベル、ウェストレベルが切り替え可能。
- リコーシングレックスII（1970年発売） - コストダウンのためリコーフレックスTLS401のファインダーを一般的なプリズムファインダーとした。輸出向け。
- リコーSLX500（1975年発売） - M42マウントであるが設計生産を社外委託したため別系列のカメラである。輸出向け。
- リコーオートTLS EE（1976年発売） - M42マウントのレンズも使用できるがシャッタースピードAEは専用レンズを要する。輸出向け。

### リコー35フレックスシリーズ
レンズシャッター一眼レフ。
- リコー35フレックス（1964年1月発売） - レンズは3群4枚リコー50mmF2.8固定。フロントコンバージョンレンズが用意されていた。露出計はセレン光電池式。
- リコー35フレックスCdS（1965年発売） - 露出計をCdSに変更した改良版として準備されていたが日本国内では発売されなかった。ドイツのレビューブランドにOEMされレビューレフレックスCdS（Revue Reflex CdS ）として輸出された。

### リコーXRシリーズ
Kマウントの一眼レフカメラ。

#### XRシリーズボディー
チノン製のダイキャストをベースに独自開発した機能を付加したモデルと、コシナ製ダイキャストをベースに独自開発した機能を付加したモデル、更に完全自社開発のXR-M/X系の3系統に大きく分けることができる。
- リコーXR-1（1977年9月発売） - シャッターはマニュアルのみでB、1-1/1000秒。グッドデザイン商品。
- リコーXR-2（1977年9月発売） - シャッターは絞り優先AEも可能でB、8-1/1000秒、AE時は32秒まで可能。
- リコーXR500（1978年8月発売[1]） - リコーXR-1の機能を限定し、一眼レフカメラとしては革命的な低価格50mmF2レンズとケース込みで39800円を実現し、「サンキュッパ」をセールストークとしてテレビCFを流し大きな話題となった。シャッターはマニュアルのみでB、1/8-1/500秒。プレビュー機構がない。
- リコーXR-1s（1979年7月発売）/リコーKR-5（北米向け） - リコーXR-1をワインダー対応とした。また巻き上げレバーを収納するとシャッターロックされるようになった。
- リコーXR-2s（1979年7月発売）/リコーKR-10（北米向け） - リコーXR-2をワインダー対応とした。また巻き上げレバーを収納するとシャッターロックされるようになった。
- リコーXR1000S（1980年2月発売） - リコーXR-2の機能を限定したバージョンですなわちリコーXR500の姉妹機。シャッターはコパルスクエアでオート時無段階8〜1/1000秒、マニュアル時4〜1/1000秒。プレビュー機構なし。電源はSR44×2。
- リコーKR-10SE（北米向け） - リコーXR1000Sからさらにセルフタイマーが省略されたモデル。
- リコーXR6（1981年2月発売） - 全面的に電子化し信頼性向上、コストダウン、小型軽量化を図ったモデル。海外でのみ発売されたフォーカスエイドモデルリコーXR-Fのベースとなった。絞り優先AEのみで1〜1/1000秒。電源はSR44×2またはLR44×2。AF XRリケノン50mmF2との組み合わせは「スクープアイ」の愛称があり、これが世界初の市販されたオートフォーカス一眼レフカメラとなった。XRリケノンズームマクロ35-70mmF3.5との組み合わせは「ズームアイ」。
- リコーXR-F（海外向け） - リコーXR6にハネウェル製のフォーカスセンサを搭載したフォーカスエイドモデル。電源部（4-LR44×1）がグリップを兼ねている。フォーカスセンサに光を通す部分のみミラーがハーフミラーになっている。
- リコーXR-S（1981年10月発売） - ペンタプリズム部両肩の太陽電池と充電可能な2G-13R電池[2]を備え電池交換不要とした。SR44×2またはLR44×2でも使用でき、この時は自動的に太陽電池はオフとなる。シャッターはコパルCMS-EMでオート時16〜1/1000秒。マニュアル時クォーツ制御でB、16〜1/1000秒。Xシンクロは1/125秒以下。露出計はSPD素子。
- リコーXR500オート（1982年9月発売）/リコーKR-V（北米向け） - 絞り優先AE専用、1〜1/1000秒。
- リコーXR7（1982年2月発売） - 1981年春PMAショーにて発表された。リコーXR-Sから太陽電池とデータバック端子を省略したモデル。シグマSa-1はこのモデルをベースにしている。
- リコーXR-P（1984年7月発売） - リケノンPレンズと組み合わせるとマルチプログラムAE可能。テレビ画面を正しく撮影できるTVモードを備えた。
- リコーXR-20SP（1985年発売）/リコーKR-30SP（海外向け） - リコーXR-Pからマルチプログラムモードを省いた廉価版。プログラムAEは搭載している。国内向けのみデータバックが標準装備され、海外向けのリコーXR-20SPとリコーKR-30SPはデータバックなし。
- リコーXR-X（1987年11月発売）/リコーXR-M（北米向け） - マルチプログラム、スポット測光、インターバルタイマー、モーターワインダー内蔵。スプロケットを使わず電気的センサーによりフィルム巻き上げ管理を行う。基本は単3×4本だが、国内向けモデルのみ単4×4本（単3グリップも別売りで供給されていた）。この機種からRICOHのロゴが新しいものに変更された。
- リコーXR-10 / リコーKR-10X（北米向け、一部中国向け） - 機能的にはリコーXR-20SPのプログラム機能省略型。一部分は中国の福州カメラ工場（中国語：福州照相机厂）で組立[3]。
- リコーXR-10M（1990年6月発売）/リコーKR-10M（北米向け）/リコーXR-X2000（海外向け） - リコーXR-Xの基本的な機能のみとした廉価版。違いは電池ボックスを兼ねるグリップ部分のみ。
- リコーXR-8（1993年1月発売）/リコーKR-5マークII（北米向け） - 機械シャッターでB、1-1/2000秒。レバー巻き上げ。露出計を除き電池不要。基本的な機能だけの普及版。
- リコーXR-7MII（1993年10月発売）/リコーKR-5III（北米向け）
- リコーXR-8スーパー（1994年1月発売）/リコーKR-5SV（北米向け） - リコーXR-8にプレビューと多重露出機能を追加した。
- リコーXRソーラー（1994年4月発売） - 機械シャッターでB、1-1/2000秒。レバー巻き上げ。露出計の電池は太陽電池で賄う。
- リコーXR-10PF（1995年3月発売） - ペンタプリズム部にGN11のフラッシュ内蔵。電池は単3×4。シャッター最高速1/2000秒。リケノンPレンズと組み合わせるとプログラムAEとシャッタースピード優先AEが使用できる。
- リコーXR-3PF（海外向け） - リコーXR-10PFのシャッター最高速を1/3000秒としたもの。
- リコーXR-10PF TV（1995年発売） - リコーXR-10PFにTVモードが追加されたバージョン。受注生産で、カタログにも掲載されていない。
- リコーXR-10P（1995年3月発売） - リコーXR-10PFからフラッシュを省略した。
- リコーXR-X3000 - リコー製一眼レフで唯一の中国製。マニュアル・シャッターモデルでリコーXR-X 2000の後継機種。シャッター速度最高速は1/2000秒。
- リコーXR-10E（海外向け） - コシナC3sのリコーブランド版。シャッター速度最速1/3000秒。

#### XRシリーズ用レンズ
Kマウント。リケノンPレンズをリコーXR-P以降のプログラムAE機能を持つボディーと組み合わせるとプログラムAEが可能となる。
- XRリケノンフィッシュアイ16mmF2.8 - 対角線魚眼。8群9枚。最短撮影距離0.15m。フィルターはφ22.5mm内蔵式。300g[4]。
- XRリケノン18mmF2.8 - 9群11枚。最短撮影距離0.25m。アタッチメントはφ67mmねじ込み。348g。
- XRリケノン24mmF2.8 - 7群7枚。最短撮影距離0.18m。アタッチメントはφ52mmねじ込み。320g。
- XRリケノン28mmF2.8 - 7群7枚。最短撮影距離0.3m。アタッチメントはφ52mmねじ込み。240g。
- XRリケノン28mmF3.5 - 6群6枚。最短撮影距離0.35m。アタッチメントはφ52mmねじ込み。
- XRリケノン28mmF3.5アースブロンズニュー - 4群5枚。最短撮影距離0.35m。アタッチメントはφ52mmねじ込み。60g。
- XRリケノン35mmF2.8 - 6群6枚。最短撮影距離0.35m。アタッチメントはφ52mmねじ込み。240g。
- XRリケノン45mmF2.8 - 3群4枚。最短撮影距離0.6m。アタッチメントはφ52mmねじ込み。45g。
- XRリケノン45mmF2.8ニュー - 3群4枚。最短撮影距離0.6m。アタッチメントはφ52mmねじ込み。55g。
- XRリケノン50mmF1.4 - 6群7枚。最短撮影距離0.6m。アタッチメントはφ52mmねじ込み。260g。
- XRリケノン50mmF1.7 - 5群6枚。最短撮影距離0.6m。アタッチメントはφ52mmねじ込み。
- リケノン50mmF1.7 - 最短撮影距離0.6m。アタッチメントはφ52mmねじ込み。153g。
- XRリケノン50mmF2 - 5群6枚。最短撮影距離0.45m。アタッチメントはφ52mmねじ込み。金属鏡胴（初期モデル）。
- XRリケノン50mmF2（L） - 5群6枚。最短撮影距離0.6m。アタッチメントはφ52mmねじ込み。
- XRリケノン50mmF2 - 最短撮影距離0.6m。アタッチメントはφ52mmねじ込み。短鏡胴モデル。
- AF XRリケノン50mmF2 - 最短撮影距離0.6m。アタッチメントはφ52mmねじ込み。325g。どのカメラに取り付けてもオートフォーカス可能。電源は単4×2。
- リケノン50mmF2 - 最短撮影距離0.6m。アタッチメントはφ52mmねじ込み。135g。
- XRリケノン55mmF1.2 - 6群7枚。最短撮影距離0.60m。アタッチメントはφ58mmねじ込み。
- XRリケノン135mmF2.8 - 4群4枚。最短撮影距離1.5m。アタッチメントはφ55mmねじ込み。440g。
- XRリケノン200mmF4 - 5群5枚。最短撮影距離2.5m。アタッチメントはφ55mmねじ込み。610g。
- XRリケノンアポ300mmF4.5 - 5群8枚。最短撮影距離2.5m。アタッチメントはφ67mmねじ込み。1050g。
- XRリケノンレフレックス600mmF8 - 反射望遠。6群6枚。最短撮影距離2m。フィルターはφ22.5mm差し込み式。751g。
- XRリケノンズームマクロ35-70mmF3.5 - 7群7枚。最短撮影距離0.8m。アタッチメントはφ58mmねじ込み。345g。
- XRリケノンズームマクロ70-150mmF4 - 10群13枚。最短撮影距離1.5m。アタッチメントはφ52mmねじ込み。465g。
- XRテレコンバーター2X - 5群7枚。自動絞り対応。
- リケノンP28mmF2.8 - 7群7枚。最短撮影距離0.3m。アタッチメントはφ52mmねじ込み。200g。
- リケノンP28mmF2.8ニュー - 5群5枚。最短撮影距離0.25m。アタッチメントはφ49mmねじ込み。160g。
- リケノンP35mmF2.8 - 6群6枚。最短撮影距離0.35m。アタッチメントはφ52mmねじ込み。150g。
- リケノンP50mmF1.4 - 6群7枚。最短撮影距離0.45m。アタッチメントはφ52mmねじ込み。250g。
- リケノンP50mmF1.7 - 5群6枚。最短撮影距離0.6m。アタッチメントはφ52mmねじ込み。150g。
- リケノンP50mmF2 - 5群6枚。最短撮影距離0.6m。アタッチメントはφ52mmねじ込み。135g。シングルコート。
- リケノンP55mmF1.2 - 6群7枚。最短撮影距離0.6m。アタッチメントはφ58mmねじ込み。
- リケノンP55mmF1.2ニュー - 6群7枚。最短撮影距離0.6m。アタッチメントはφ58mmねじ込み。310g。
- リケノンPマクロ100mmF3.5ニュー - 4群5枚。最短撮影距離0.43m。アタッチメントはφ49mmねじ込み。240g。付属専用アタッチメントレンズ併用で等倍撮影可能。
- リケノンPマクロ105mmF2.8 - 6群6枚。最短撮影距離0.285m。アタッチメントはφ52mmねじ込み。630g。等倍マクロレンズ。
- リケノンPズーム24-40mmF2.8 - 13群17枚。最短撮影距離0.4m。アタッチメントはφ72mmねじ込み。510g。
- リケノンPズーム28-70mmF2.8-4マクロニュー - 8群11枚。最短撮影距離0.5m。アタッチメントはφ55mmねじ込み。290g。
- リケノンPズーム28-100mmF4 - 11群16枚。最短撮影距離1（マクロ時0.25）m。アタッチメントはφ67mmねじ込み。615g。
- リケノンPズーム28-105mmF3.5-4.5ニュー - 14群14枚。最短撮影距離2（マクロ時0.75）m。アタッチメントはφ72mmねじ込み。470g。
- リケノンPズーム35-70mmF3.5-4.5 - 7群7枚。最短撮影距離0.9（マクロ時0.33）m。アタッチメントはφ55mmねじ込み。320g。
- リケノンPズーム35-70mmF3.5-4.5マクロ - 8群8枚。最短撮影距離0.45（マクロ時0.35）m。アタッチメントはφ52mmねじ込み。185g。
- リケノンPズーム35-135mmF3.5-4.5 - 14群15枚。最短撮影距離1.4（マクロ時0.74）m。アタッチメントはφ58mmねじ込み。520g。
- リケノンPズーム35-200mmF4-5.6 - 13群16枚。最短撮影距離1.6（マクロ時1.1）m。アタッチメントはφ62mmねじ込み。590g。
- リケノンPズーム60-300mmF4-5.6マクロ - 9群13枚。最短撮影距離2（マクロ時1.5）m。アタッチメントはφ67mmねじ込み。570g。
- リケノンPズーム70-210mmF3.9 - 9群12枚。最短撮影距離1.2（マクロ時0.3）m。アタッチメントはφ58mmねじ込み。685g。
- リケノンPズーム70-210mmF4.5-5.6マクロ - 7群10枚。最短撮影距離1.14m。アタッチメントはφ52mmねじ込み。420g。
- リケノンPズーム75-300mmF4.5-5.6 - 8群11枚。最短撮影距離1.5m。アタッチメントはφ58mmねじ込み。720g。
- マクロテレコンバーターP2X - 5群7枚。50mmF1.4との組み合わせで等倍。自動絞り対応。プログラム連動。275g。

#### XRシリーズ用スピードライト
1.5mの延長コードが付属するリモートブラケット、4mのリモートコードが別売りされていた。
スピードライトPシリーズをリコーXR-P以降のプログラムAE機能を持つボディーと組み合わせるとTTLオートが可能となる。
- XRスピードライト300P - TTLオートもしくは外光式オート。GN30（Hiモード）。250g。ブルー、グリーン、レッド、オレンジ、イエローのカラーフィルター、バウンスパネルが別売りされた。
- XRスピードライト240 - 外光式オート。GN24。
- XRスピードライト180 - 外光式オート。GN18。140g。
- スピードライト260P - TTLオートもしくは外光式オート。GN26。170g。
- スピードライト200 - 外光式オート。GN20。140g。

#### XRシリーズ用アクセサリー
- XRワインダー1 - 2コマ/秒と1コマ撮りの切り替え式。リコーXR1000S、XR-1s(KR-5)、XR-2s(KR-10)、KR-10SE用。
- XRワインダー2 - 2コマ/秒。電源は単3×4。リコーXR-S、XR7、XR6、XR-500オート等、チノン製ダイキャスト・ベースのボディ用。
- モーター3 - 3.5コマ/秒。電源は単3×8。モーター駆動で自動装着。リコーXR-P、リコーXR-20SP用。
- パワーグリップPG-4 - 1.4コマ/秒。電源は単4×2。155g。リコーXR-P、リコーXR-7、リコーXR-20SP用。
- レリーズグリップ - システムアップ用電気接点付。リコーXR-P、リコーXR-20SP用。

- XRエクステンションリングセット - レンズとカメラボディの間に装着する近接撮影用リング。
- XRオートエクステンションリングセット - レンズとカメラボディの間に装着する伸縮可能な近接撮影用リング。
- XRベローズユニット - レンズとカメラボディの間に装着する伸縮可能な近接撮影用ベローズ。
- XRアングルファインダー
- XRマウントアダプター - XRシリーズのカメラボディにM42マウントレンズを装着するためのアダプター。

- XRクオーツデータバック - 1999年12月31日まで対応。XR-7、XR-S、XR-F、XR-P、XR-20SP用。
- データバック2 - 2019年12月31日まで対応。電源はCR2025×1。XR-7、XR-S、XR-F、XR-P、XR-20SP用。
- データバック3 - 2019年12月31日まで対応。XR-X、XR-M用。XR-10Mでも使用可能。
- スーパーデータバック4 - 2079年12月31日まで対応。XR-X、XR-M用。
- データバック6 - 2019年12月31日まで対応。XR-7MII、XR-8、XR-8 SUPERのコシナ系ダイキャスト・ボディ用。
- データバック7 - 2019年12月31日まで対応。XR-X系（リコーXR-X、10M、10PF、10P）ボディ用。

- 交換スクリーン - H・S・Bの3種類。リコーXR-P、リコーXR-20SP用。スクリーン交換はサービスセンター持ち込みで行われ、ユーザー交換方式ではない。

### リコーAFシリーズ
- リコーAF-2 / リコーAF-2D（1981年11月発売） - レンズは3群4枚カラーリケノン38mmF2.8固定、最短撮影距離である1mまでオートフォーカス。アタッチメントはφ46mmねじ込み。
- リコーAF-5 / リコーAF-5D（1981年発売）
- リコーAF-50D（1985年発売）
- リコーAF-100D（1987年発売）
- リコーAF-80デートキット（1996年発売）

### リコーFFシリーズ
- リコーFF-1AF
- リコーFF-3AF / リコーFF-3DAF（1982年発売）
- リコーFF-3AFスーパー / リコーFF-3DAFスーパー（1984年発売）
- リコーFF-70 / リコーFF-70D（1985年発売）
- リコーFF-300D（1986年発売）
- リコーFF-9D（1988年発売）
- リコーFF-9s（1990年発売）
- リコーFF-9sDリミテッド（1992年発売）

### リコーXFシリーズ
- リコーXF-30D（1985年発売）
- リコーXF-30スーパー（1990年発売）

### リコーTFシリーズ
- リコーTF-200D（1986年発売）
- リコーTF-500D（1987年発売）

### リコーYFシリーズ
- リコーYF-20 / リコーYF-20D（1985年発売）

### リコーSシリーズ
- リコーS-30（1989年発売）

### リコーR/マイポートシリーズ
- リコーRT-550（1988年発売）
- リコーRZ-750（1989年発売）
- リコーRZ-700（1990年発売）
- リコーマイポートズームRZ-800D（1991年発売）
- リコーRZ-780（1991年発売）
- リコーマイポートズームミニ（1992年発売）
- リコーRZ-600（1992年発売）
- リコーマイポートデュアルミニ（1992年発売）
- リコーマイポートズーム90（1992年発売）
- リコーマイポートズームミニP（1992年発売）
- リコーマイポートズームワイド（1992年発売）
- リコーマイポートパノラマ28W（1993年発売）
- リコーマイポートズーム320P（1993年発売）
- リコーマイポートズーム90PS（1993年発売）
- リコーマイポートスーパーズーム（1994年発売）
- リコーマイポート310スーパー（1994年発売）
- リコーマイポート330スーパー（1995年発売）
- リコーマイポート310SF（1995年発売）
- リコーRZ-105SF（1997年発売）
- リコーマイポート330SF（1997年発売）
- リコーRX-60（2000年発売）

### リコーLシリーズ
- リコーL-20（1989年発売）
- リコーLX-22（1992年発売）
- リコーLX-22S（1993年発売） - スケルトンタイプで輸出向け。国内ではバンダイよりマイクリスタルとして発売。
- リコーLX-33sW（1993年発売）
- リコーLX-55W（1994年10月発売） - JIS保護等級4の生活防水機構を備えた全自動コンパクトカメラ。レンズは3群3枚34mmF4.5。
- リコーLX-55Wデート（1994年10月発売） - デート機能つき。

### リコーR/GRシリーズ
ワイシャツのポケットに入る超薄型オートフォーカスコンパクトカメラ。
- リコーR1（1994年9月発売） - パトローネ部分を除き厚さ25mmに抑えた超薄型カメラ。キャッチフレーズは「パトローネより薄い」。レンズは4群4枚リコー30mmF3.5、スーパーワイドパノラマ時は6群6枚24mmF8。発売の一番の難関は企画会議で会社幹部を説得することだったという。
- リコーR1s（1995年11月発売） - リコーR1のレンズをマルチコートとした。
- リコーGR1（1996年10月発売） - レンズは非球面レンズ2枚を含む4群7枚GRレンズ28mmF2.8。最短撮影距離0.35m。絞り優先AEや露出補正機能を備え、マグネシウムダイキャストを使用して信頼性を高め、プロのサブカメラとして使われた。ボディーカラーはクロームとブラック。「ライカに使いたい」という要望からレンズ部分はライカマウント鏡胴に収められて1997年販売された。
  - リコーGR1デート（1996年11月発売） - 日付つき。
- リコーGR10（1998年4月発売） - プロに好評だったリコーGR1のGRレンズ28mmF2.8を使用している。
- リコーGR1s（1998年4月発売） - リコーGR1の改良版。専用花形レンズフードを装着可能。暗い場所ではファインダーイルミネーションが点灯する。
- リコーELLE（1999年11月発売）/リコーR10（2002年発売） - ファッションブランドのエルと共同開発された。レンズは4群4枚リコー30mmF3.5。
- リコーGR21（2000年4月発売） - レンズは6群9枚GRレンズ21mmF3.5。
- リコーGR1V（2001年9月発売） - リコーGR1sのさらなる改良版。オートブラケット露出を装備。マニュアルフォーカス可能。フィルム感度設定が可能。

### リコーMIRAIシリーズ
ズームレンズを固定装着したオートフォーカス多機能カメラ。
- リコーMIRAI（1988年10月発売） - 一眼レフ。装着レンズはリコーズーム35-135mmF4.2-5.6。位相差検出方式のオートフォーカス。1010グラムもある。オリンパス光学工業（現オリンパスイメージング）にIZM400としてOEM供給されていた。
- リコーMIRAI105（1988年12月発売） - ファインダーは実像式。装着レンズはリコーズーム38-105mmF4.5-6。位相差検出方式のオートフォーカス。オリンパス光学工業からのIZM300のOEM品である。
- リコーMIRAIズーム3（1991年7月発売） - ファインダーは実像式。装着レンズは9群11枚のリコーズーム35-105mmF3.5-7.5。位相差検出方式のオートフォーカス。

### その他
- アンスコマークM / リコー999（1960年7月発売） - コピーで提携したアンスコの求めに応じレイモンド・ローウィデザインで製造された。レンズは4群6枚リケノン50mmF1.9の他リケノン35mmF3.5、リケノン100mmF4がある。
- リコーキャディ（1961年7月発売） - リコー最初のハーフサイズカメラ。レンズはリコー25mmF2.8。35mm換算35mmの広角レンズを装備していた。
- リコーMF-1（2001年発売）

## 16mmフィルム使用カメラ
10×16mm判。レンズは原則3群3枚固定焦点のステキナー25mmF3.5。ネジ式マウントで2群4枚40mmF5.6に交換可能。また標準レンズにフロントコンバーター「ステカトン」を被せると広角になる。後に三栄産業を興す坂田秀雄設計。海外でも高く評価されアンスコからステキー専用フィルムが発売されるほどであった。
- ステキー（Steky 、1946年発売） - シャッターは2枚羽根のバリオ式で1/25秒、1/50秒、1/100秒、B。フィルムはダブルマガジンにより20枚撮り。ボディーは特徴的な縦型。ボディー右側にはフィルター収納座金がある。
- ステキーII（1947年発売）
- ステキーIII
- ステキーIIIA（1950年発売） - シンクロ装備。
- ステキーIIIB（1950年発売） - フィルター収納座金が廃され、代わりにアクセサリーシュー装備。
- ハンケン（1953年受注生産、市販なし） - 警視庁からの要請を受けてステキーをベースに製作された隠し撮りカメラ。シャッターボタンと巻き上げノブが大型化され、反射ファインダーを装備しウェストレベル撮影が可能となっている。語源は「犯研」。
- ゴールデンステキー（1957年9月発売）/ゴールデンリコー16（1959年改名）/リコー16（1959年発売） - 全面的に設計を変更し、特徴的な縦型から一般的な横型となった。金色仕上げで話題を呼んだ。望遠レンズも金色仕上げの製品が販売された。ファインダーには望遠レンズ用のブライトフレームが組み込まれた。シャッタースピードは1/50秒、1/100秒、1/200秒、B。フィルムマガジンが大型化されフィルム平面性が向上した。理研光学がリコーに社名変更する少し前からカメラの名称がリコーに統一された一環で1959年にゴールデンリコー16に改名され、のち銀と黒ボディーが加わってリコー16となった。リコー16はレンズがフォーカシング可能な3群3枚リコー25mmF2.8に変更された。40mmF5.6も使用できる。

## レンズ
自社カメラ用レンズの他にいくつかライカマウントレンズを製造している。